# Un altro giorno sulla Terra
Un altro giorno sulla Terra è un singolo della cantautrice italiana Dolcenera, pubblicato il 25 maggio 2018 come unico estratto dal secondo EP Regina Elisabibbi.

## Descrizione
Scritto, arrangiato e prodotto dalla stessa Dolcenera, il brano era stato inizialmente presentato in un'anteprima piano e voce con l'aggiunta dell'Auto-Tune, come unico inedito della cantautrice presente nell'EP Regina Elisabibbi, pubblicato il 21 maggio 2018.

Il singolo ufficiale è stato lanciato sul mercato il 25 maggio ed a proposito della genesi del brano, l'artista ha dichiarato:

## Tracce
Testi e musiche di Dolcenera.
Download digitale
1. Un altro giorno sulla Terra – 3:55

7"
- Lato A

1. Un altro giorno sulla Terra – 3:55

- Lato B

1. Un altro giorno sulla Terra (Piano e voce) – 4:41

## Video musicale
Il videoclip, diretto da Giorgio Testi, è stato pubblicato il 25 maggio 2018 sul canale Vevo della cantautrice ed è stato girato a San Paolo del Brasile.

## Classifiche
| Classifica (2018)         | Posizione massima |
| ------------------------- | ----------------- |
| Italia (airplay italiane) | 10                |